# Dolný Chotár
Dolný Chotár (em húngaro: Alsóhatár) é um município da Eslováquia, situado no distrito de Galanta, na região de Trnava. Tem 13,88 km² de área e sua população em 2018 foi estimada em 392 habitantes.

## Demografia
| Ano:        | 1994 | 2004   | 2014     | 2024    |
| ----------- | ---- | ------ | -------- | ------- |
| Broj ljudi: | 221  | 205    | 432      | 344     |
| Razlika:    |      | -7,23% | +110,73% | -20,37% |

| Ano:               | 2023 | 2024   |
| ------------------ | ---- | ------ |
| Número de pessoas: | 341  | 344    |
| Diferença:         |      | +0,87% |